# Ferrari 125 S
Ferrari 125 S (zwane również 125 lub 125 Sport) – pierwszy samochód wyprodukowany przez włoską firmę Ferrari w latach 40. Samochód zadebiutował 11 maja 1947 roku na torze wyścigowym w miasteczku Piacenza. Auto wyposażono w widlasty dwunastocylindrowy silnik o pojemności 1,5 litra (jest to prawdopodobnie najmniejszy  silnik V12 w historii motoryzacji). Nadwozie zaprojektowane zostało przez Gioachino Colombo oraz Giuseppe Busso. Wyprodukowano 2 egzemplarze Ferrari 125 S, aby spełnić wymagania homologacyjne dla Formuły 2. Żaden z egzemplarzy nie zachował się do dziś, ponieważ samochody rozebrano na części, które posłużyły do zbudowania kolejnego modelu Ferrari 159 S. Silnik z modelu 159 S po niewielkich modyfikacjach został wykorzystany następnie w modelu Ferrari 166. 
Aby legenda Ferrari wciąż była żywa w 1987, włoska manufaktura Michelotto tradycyjnymi metodami produkcji, z oryginalnych części odbudowała model 125 S o seryjnym numerze 90125. Mimo wszystkich dokonanych zabiegów auto nosi statut repliki.

## Dane techniczne
Źródło:
Ogólne
- Lata produkcji: 1947
- Cena w chwili rozpoczęcia produkcji (1947): auto nigdy nie było w sprzedaży
- Liczba wyprodukowanych egzemplarzy: 2 (żaden z egzemplarzy  nie zachował się do dziś)
- Projekt nadwozia: Gioachino Colombo oraz Giuseppe Busso
- Zbiornik paliwa: 75 l
- Masa własna: 750 kg

Osiągi
- Prędkość maksymalna: 155 km/h
- Moc maksymalna: 120 KM (88 kW) przy 6800 obr./min

Napęd
- Typ silnika: V12, dwa zawory na cylinder
- Pojemność: 1497 cm³
- Stopień kompresji: 9,5:1
- Napęd: tylna oś

## Udział w wyścigach
Ferrari 125 S debiutowało w maju 1947 roku 125 na Circuito di Piacenza prowadzone przez Franco Cortese. Auto nie było wystarczająco sprawne aby ukończyć wyścig, ale zaprezentowało się szczególnie dobrze w pojedynkach z szybkim Maserati 6CS 1500s.
14 dni później 125 S wywalczyło pierwsze zwycięstwo dla teamu Ferrari w Grand Prix Rzymu na torze Caracalla, prowadzone również przez Cortese. 
Ferrari 125 S nie zdołało wygrać prestiżowego wyścigu Mille Miglia w 1947 roku, ale wygrało 6 z 14 wyścigów tamtego roku.